# Myotis altarium
Myotis altarium (Thomas, 1911) è un pipistrello della famiglia dei Vespertilionidi diffuso in Cina e Thailandia.

## Descrizione

### Dimensioni
Pipistrello di piccole dimensioni, con la lunghezza della testa e del corpo tra 55 e 60 mm, la lunghezza dell'avambraccio tra 42 e 46 mm, la lunghezza della coda tra 48 e 50 mm, la lunghezza del piede tra 11 e 12 mm, la lunghezza delle orecchie tra 22 e 24 mm e un peso fino a 10 g.

### Aspetto
La pelliccia è lunga. Le parti dorsali sono marroni chiare, cosparse di lunghi peli, mentre le parti ventrali sono più chiare, con la base dei peli scura e la punta biancastra. Le orecchie sono lunghe, nere, traslucide e strette. Alla loro base è presente un piccolo lobo separato dal padiglione auricolare attraverso una profonda fessura. Il trago è lungo, sottile e smussato Le membrane alari sono bruno-nerastre e attaccate posteriormente alla base delle dita del piede. I piedi sono moderatamente lunghi, circa il 60% della tibia. Il calcar è molto lungo, con un piccolo lobo al centro. La coda è lunga ed inclusa completamente nell'ampiouropatagio, il quale presenta dorsalmente otto distinte striature ed è ricoperto di piccoli peli sulla superficie ventrale. Il cranio presenta un rostro rivolto all'insù. Il premolare centrale superiore e inferiore è piccolo. Il cariotipo è 2n=44 FNa=50-52.

## Biologia

### Comportamento
Si rifugia nelle grotte.

### Alimentazione
Si nutre di insetti.

## Distribuzione e habitat
Questa specie è diffusa nelle province cinesi del Sichuan, Yunnan, Guangxi, Jiangxi, Fujian, Anhui, Guangdong, Guizhou, Shaanxi, Hunan e nella Thailandia settentrionale.

## Conservazione
La IUCN Red List, considerato il vasto areale, nonostante ci siano poche informazioni sulla diffusione, la popolazione e i requisiti ecologici, classifica M.altarium come specie a rischio minimo (Least Concern)).